# Richard Ohnsorg

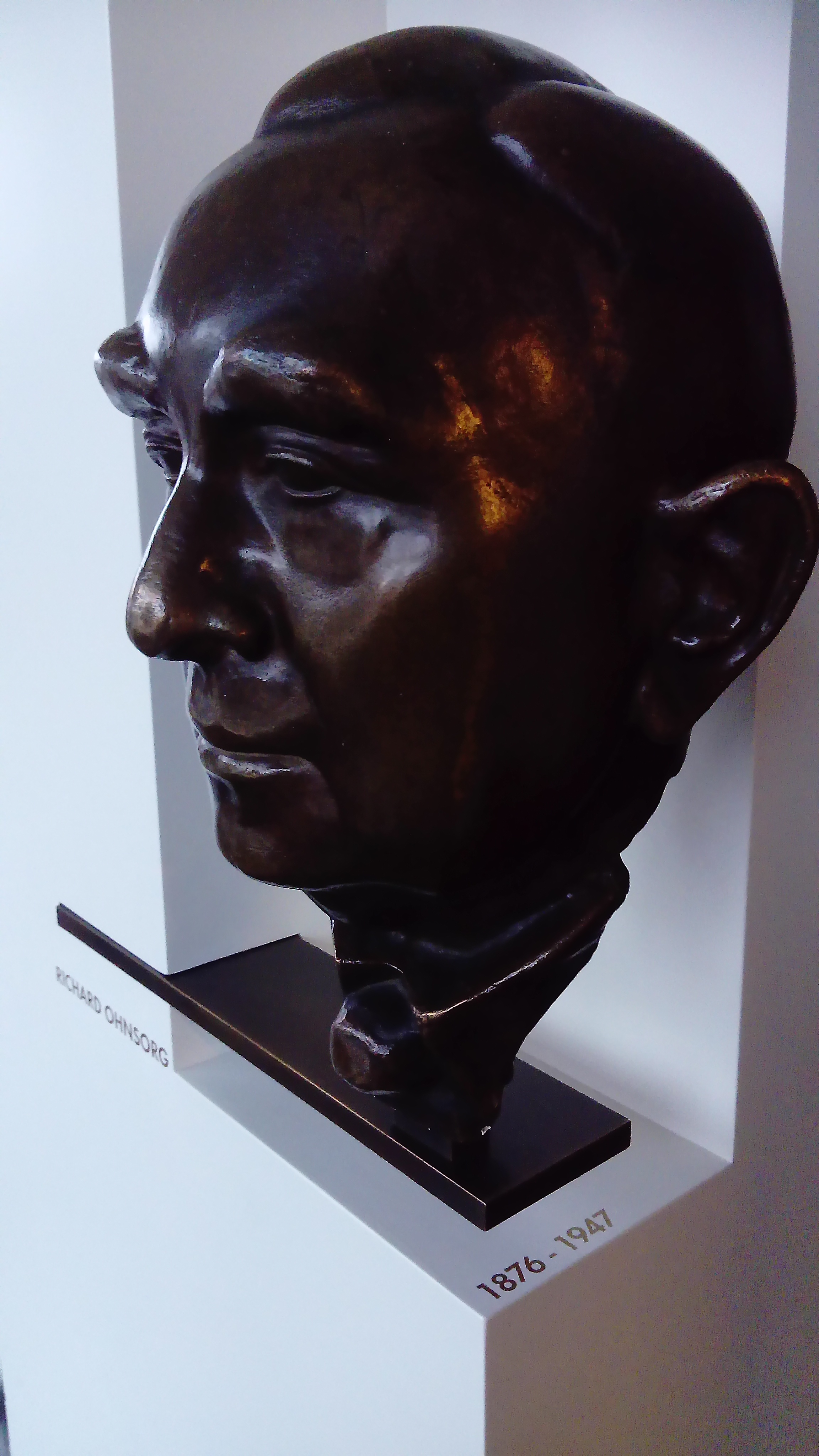
Büste im Ohnsorg-Theater in Hamburg

Richard Ohnsorg (* 3. Mai 1876 in Hamburg; † 11. Mai 1947 ebenda) war ein deutscher Bibliothekar, Theaterleiter, Schauspieler und Hörspielsprecher und -regisseur.

## Leben
Ohnsorg studierte englische und deutsche Philologie an der Universität Marburg. Während seiner Studienzeit wurde er im Wintersemester 1896/1897 Mitglied des Akademisch-Neuphilologischen Vereins Marburg (seit 1925 Marburger Burschenschaft Rheinfranken). Er promovierte im Jahre 1900 an der Universität Rostock über englische Dramatik. 1901 wurde Ohnsorg von der Patriotischen Gesellschaft von 1765 in Hamburg, die in der Neustadt seit 1898 die erste öffentliche Bücherei unterhielt, als Volksbibliothekar angestellt. Ohnsorg arbeitete bis 1935 in diesem Beruf, von 1931 an als Oberbibliothekar der Stiftung Hamburger Öffentliche Bücherhallen.
Bekannt geworden ist Ohnsorg als Gründer, Leiter und Schauspieler einer Bühne, die er am 12. Oktober 1902 im Restaurant Kersten am Gänsemarkt als Dramatische Gesellschaft Hamburg ins Leben rief und die 1920 in Niederdeutsche Bühne Hamburg e. V. umbenannt wurde. Richard Ohnsorg verfolgte von Beginn an ein klar konturiertes kulturpolitisches Konzept, er wollte „eine niederdeutsche Volksbühne neben dem etablierten hochdeutschen Theater“ schaffen, das „anders sein sollte als die plattdeutschen Possen und Schwänke auf den Vorstadtbühnen des 19. Jahrhunderts“. Zum Laienspielkreis gehörten vor allem Bildungsbürger, die im Erziehungsbereich tätig waren. In geschlossenen Vorstellungen brachte Ohnsorg zunächst Werke der Heimatkunst-Dramatik zur Aufführung. Ihren Durchbruch als eine Bühne, die ganz überwiegend plattdeutsche Stücke spielte, erlangte die Dramatische Gesellschaft 1909 in einer gezielten Zusammenarbeit mit der von Ohnsorg mitbegründeten Stavenhagen-Gesellschaft. Mit seiner Inszenierung des Einakters „Der Lotse“ von Fritz Stavenhagen hatte sich Ohnsorg als jemand empfohlen, der willens und fähig war, die „Erbschaft Stavenhagens anzutreten“, so wie es 1907 Adolf Bartels gefordert hatte, der völkisch-antisemitische Journalist und maßgebende Förderer einer Heimatkunstbewegung. Ab August 1945 führte die Bühne den Namen Richard-Ohnsorg-Theater, gleichzeitig wurde die Leitung des Hauses Rudolf Beiswanger übertragen. Anfang der 1950er Jahre wurde der Bühnenname auf Ohnsorg-Theater verkürzt.
Ohnsorg gelang es, eine ganze Reihe von Schauspielern zu engagieren, die dann jahrzehntelang dem Theater die Treue hielten und viel zur späteren Popularität des Hauses beitrugen. Dazu gehörten die Publikumslieblinge Hans Langmaack, Magda Bäumken, Walther Bullerdiek, Aline Bußmann, Otto Lüthje, Walter Scherau, Heidi Kabel, Hilde Sicks, Heinz Lanker und Heini Kaufeld.
1926 wurde er für seine Verdienste um das Niederdeutsche mit dem John-Brinckman-Preis geehrt.
Beim gerade gegründeten Hörfunksender Nordische Rundfunk AG (NORAG) betätigte sich Ohnsorg auch als Hörspielsprecher. Beispielsweise war er am 24. Mai 1926 zusammen mit Magda Bäumken, Hans Freundt und Hermann Beyer, der auch die Regie führte, in einer Hauptrolle des Hörspiels  „Die Fahrt nach Helgoland“ von Wilhelm Ehlers zu hören.
Mit Ohnsorg verbunden ist auch der für Bühnenkunst von 1963 bis 1983 verliehene
Richard-Ohnsorg-Preis der Alfred-Toepfer-Stiftung F.V.S. zu Hamburg.

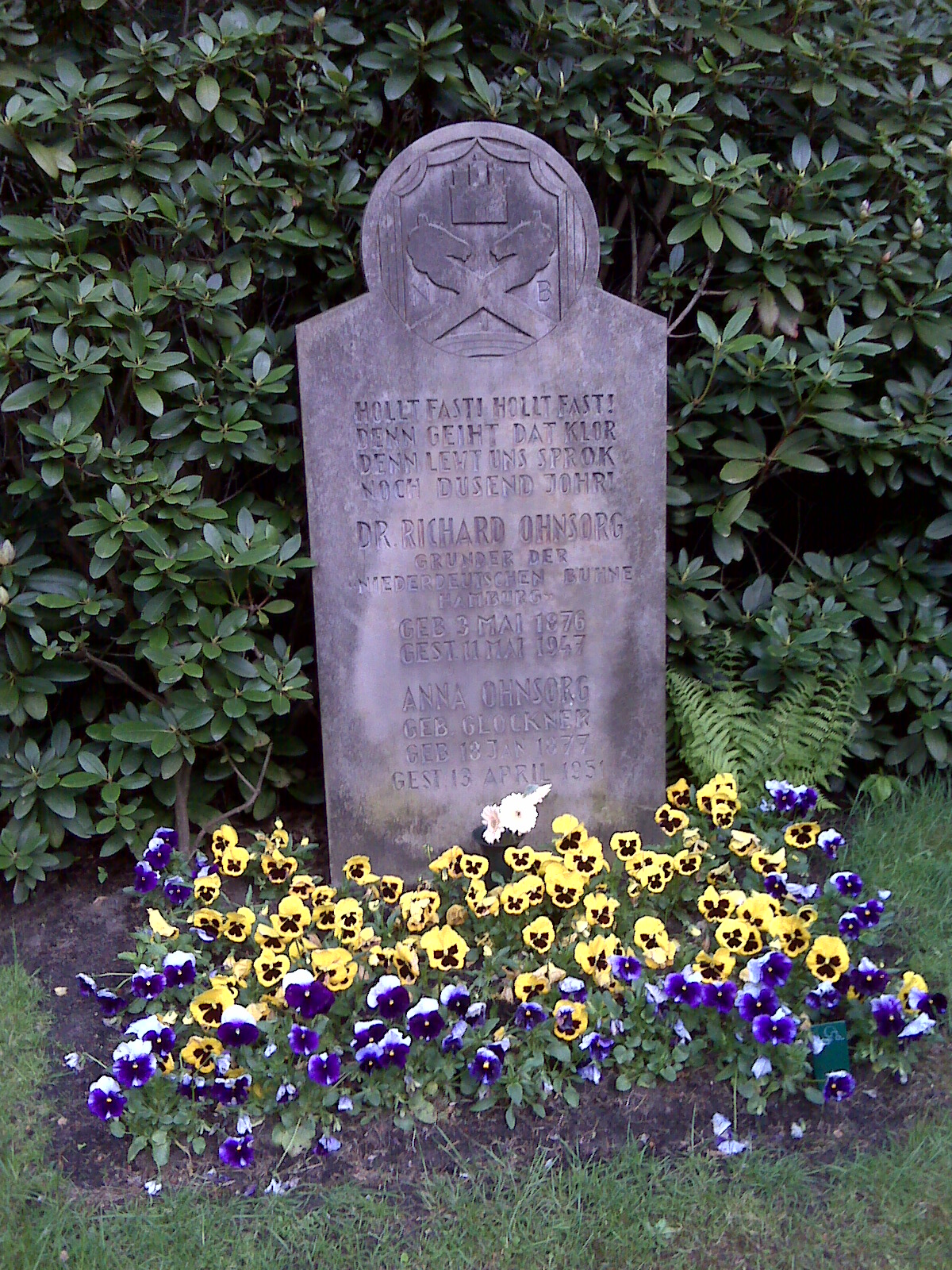
Sein Grabmal auf dem Friedhof Ohlsdorf

Richard Ohnsorg starb am 11. Mai 1947. Er wurde auf dem Friedhof Ohlsdorf in Hamburg beigesetzt. Den Grabstein schuf der Bildhauer Ludwig Kunstmann.
Auf seinem Grabstein steht:

„Hollt fast! Hollt fast! Denn geiht dat klor, denn lewt uns Sprok noch dusend Johr!“

## Schriften
- John Lacy’s „Dumb Lady“, Mrs. Susanna Centlivre’s „Love’s contrivance“ und Henry Fielding’s „Mock Doctor“ in ihrem Verhältnis zueinander und zu ihrer gemeinschaftlichen Quelle. Verlag Bargstedt & Ruhland, Hamburg 1900 (Diss. Universität Rostock).
- Maske und Schminke. Hamburger Theater-Anekdoten.  Zeichnungen von Ruth Bessoudo [Niederdeutsche Bibliothek; Bd. 205]. Hamburg 1946.

## Hörspiele (Auswahl)

### Regie
- 1925: Paul Schurek: Stratenmusik (auch Sprecher)
- 1925: Jan Fabricius: Ünner een Dak (auch Sprecher)
- 1926: Heinrich Behnken: Versteekenspeelen (auch Sprecher)
- 1926: Hermann Boßdorf: Dat Schattenspeel
- 1926: Julius Stinde: Tante Lotte (auch Sprecher)
- 1926: Gorch Fock: Doggerbank

### Nur Sprecher
- 1924: Hermann Boßdorf: De Fährkrog – Regie: Nicht angegeben
- 1924: Johann Wolfgang von Goethe: Faust. Der Tragödie erster Teil – Regie: Hans Bodenstedt; Hermann Beyer
- 1924: Hermann Boßdorf: De Fährkrog – Regie: Nicht angegeben
- 1924: Gerhart Hauptmann: Und Pippa tanzt! – Regie: Nicht angegeben
- 1924: William Shakespeare: Ein Sommernachtstraum – Regie: Hermann Beyer
- 1924: Gorch Fock: Cili Cohrs – Regie: Nicht angegeben
- 1924: Hinrich Wriede: Leege Lüd – Regie: Nicht angegeben
- 1924: Paul Schurek: Stratenmusik – Regie: Nicht angegeben (2 Übertragungen)
- 1924: Johann Wolfgang von Goethe: Faust II. Teil – Regie: Hans Bodenstedt; Hermann Beyer
- 1924: Anonym: Lucifer – Regie: Nicht angegeben
- 1924: Heinrich Behnken: De Verschriewung – Regie: Nicht angegeben
- 1924: Friedrich Hebbel: Die Nibelungen (2 Teile) – Regie: Hans Bodenstedt; Hermann Beyer
- 1924: Wilhelm Meyer-Förster: Alt-Heidelberg – Regie: Hermann Beyer

- 1925: Heinrich Behnken: Versteckspeelen – Regie: Nicht angegeben (2 Übertragungen)
- 1925: Heinrich Behnken: De erste Gast – Regie: Nicht angegeben (2 Übertragungen)
- 1925: Hermann Boßdorf: De Fährkrog – Regie: Hans Böttcher (2 Übertragungen)
- 1925: Wilhelm Friedrich Wroost: Wrack – Regie: Nicht angegeben (2 Übertragungen)
- 1925: Wilhelm Meyer-Förster: Alt-Heidelberg – Regie: Hermann Beyer (2 Übertragungen)
- 1925: Eduard Mörike: Der letzte König von Orplid – Regie: Nicht angegeben
- 1925: Erich Hagemeister: Ulenspegel – Regie: Nicht angegeben
- 1925: Heinrich Behnken: De Verschriewung – Regie: Hans Böttcher (2 Übertragungen)
- 1925: Gorch Fock: Cili Cohrs – Regie: Nicht angegeben
- 1925: Geert Teis: Meister öwer Meister – Regie: Hans Böttcher
- 1925: Franz Grillparzer: Weh dem, der lügt – Regie: Hermann Beyer
- 1925: Hans Hansen: Die Mainacht auf der Alster – Regie: Hans Bodenstedt
- 1925: Georg Ruseler: De dulle Deern – Regie: Hans Böttcher
- 1925: Wilfried Wroost: Slagsiet – Regie: Hans Böttcher
- 1925: Fritz Stavenhagen: Mudder Mews – Regie: Hans Böttcher
- 1925: Gustav Freytag: Die Journalisten – Regie: N. N.
- 1925: Paul Schurek: Stratenmusik – Regie: Hans Böttcher
- 1925: Hermann Boßdorf: Bahnmeester Dod – Regie: Hans Böttcher
- 1925: Fritz Stavenhagen: Jürgen Piepers – Regie: Hans Böttcher
- 1925: Hans Ehrke: Narrenspegel – Regie: Hans Böttcher
- 1925: Johann Nestroy: Lumpazi Vagabundus – Regie: Ernst Pündter

- 1926: Fritz Stavenhagen: Jürgen Piepers – Regie: Hans Böttcher (2 Übertragungen)
- 1926: Hans Sachs: Der fahrende Schüler im Paradeis – Regie: Nicht angegeben
- 1926: Hermann Boßdorf: De rode Uennerrock – Regie: Nicht angegeben
- 1926: Gorch Fock: Cili Cohrs – Regie: Nicht angegeben
- 1926: Hinrich Wriede: Leege Lüd – Regie: N. N.
- 1926: Björnstjerne Björnson: Über unsere Kraft (2. Teil) – Regie: Hermann Beyer
- 1926: Rudolf Werner: Seefahrt – Regie: Hans Böttcher
- 1926: Gerhart Hauptmann: Die Weber – Regie: Hermann Beyer
- 1926: Fritz Stavenhagen: Mudder Mews – Regie: Nicht angegeben
- 1926: Alexander Zinn: Schlemihl – Regie: Hans Bodenstedt;  Hermann Beyer
- 1926: Wilhelm Ehlers: Die Fahrt nach Helgoland – Regie: Hermann Beyer
- 1926: Karl Krickeberg: Pidder Lüng – Regie: Hans Böttcher
- 1926: Hugo von Hofmannsthal: Jedermann – Regie: Hermann Beyer
- 1926: Gorch Fock: Die Königin von Honolulu – Regie: Hans Böttcher (2 Übertragungen)
- 1926: Rudolf Presber; Leo Walther Stein: Die selige Exzellenz – Regie: Nicht angegeben
- 1926: Gotthold Ephraim Lessing: Minna von Barnhelm oder: Das Soldatenglück – Regie: Nicht angegeben
- 1926: Ernst Elias Niebergall: Herr Bummerlunder (Datterich in niederdeutscher Sprache) – Regie: Hans Böttcher
- 1926: Hermann Boßdorf: De Fährkrog – Regie: Hans Böttcher
- 1926: Hermann Boßdorf: Kramer Kray – Regie: Hans Böttcher
- 1926: Herman Heijermans: Keden – Regie: Hans Böttcher
- 1926: Wilhelm Scharrelmann: Die Hochzeit in der Pickbalge – Regie: Hans Böttcher
- 1926: Gustav Möhring: Dusenddüwelswarf – Regie: Hans Böttcher
- 1926: August Hinrichs: De Aukschon – Regie: Hans Böttcher
- 1926: Paul Schurek: Sylvester – Regie: Hans Böttcher
- 1926: Otto Franz Grund: Dat lütte Rümeken – Regie: Hans Böttcher

- 1927: Wilfried Wroost: Wrack – Regie: Hans Böttcher
- 1927: Paul Schurek: Stratenmusik – Regie: N. N.
- 1927: Peter Werth: St. Elmsfüer – Regie: Hans Böttcher
- 1927: Fritz Stavenhagen: Mudder Mews – Regie: Hans Böttcher

(Gastspiel der Niederdeutschen Noragbühne Hamburgbeim Südwestdeutschen Rundfunkdienst AG in Frankfurt am Main)
- 1928: Otto Franz Grund: Bangbüx. Komedi in fief Akten – Regie: Hans Böttcher
- 1928: Wilhelm Scharrelmann: Die Hochzeit in der Pickbalge. Ein heiteres Schauspiel in vier Akten – Regie: Hans Böttcher
- 1946: Paul Schurek: De politsche Kannengeter – Regie: Curt Becker